# Souessa
Souessa là một chi nhện trong họ Linyphiidae.